# ملوثات صيدلانية بيئية ثابتة

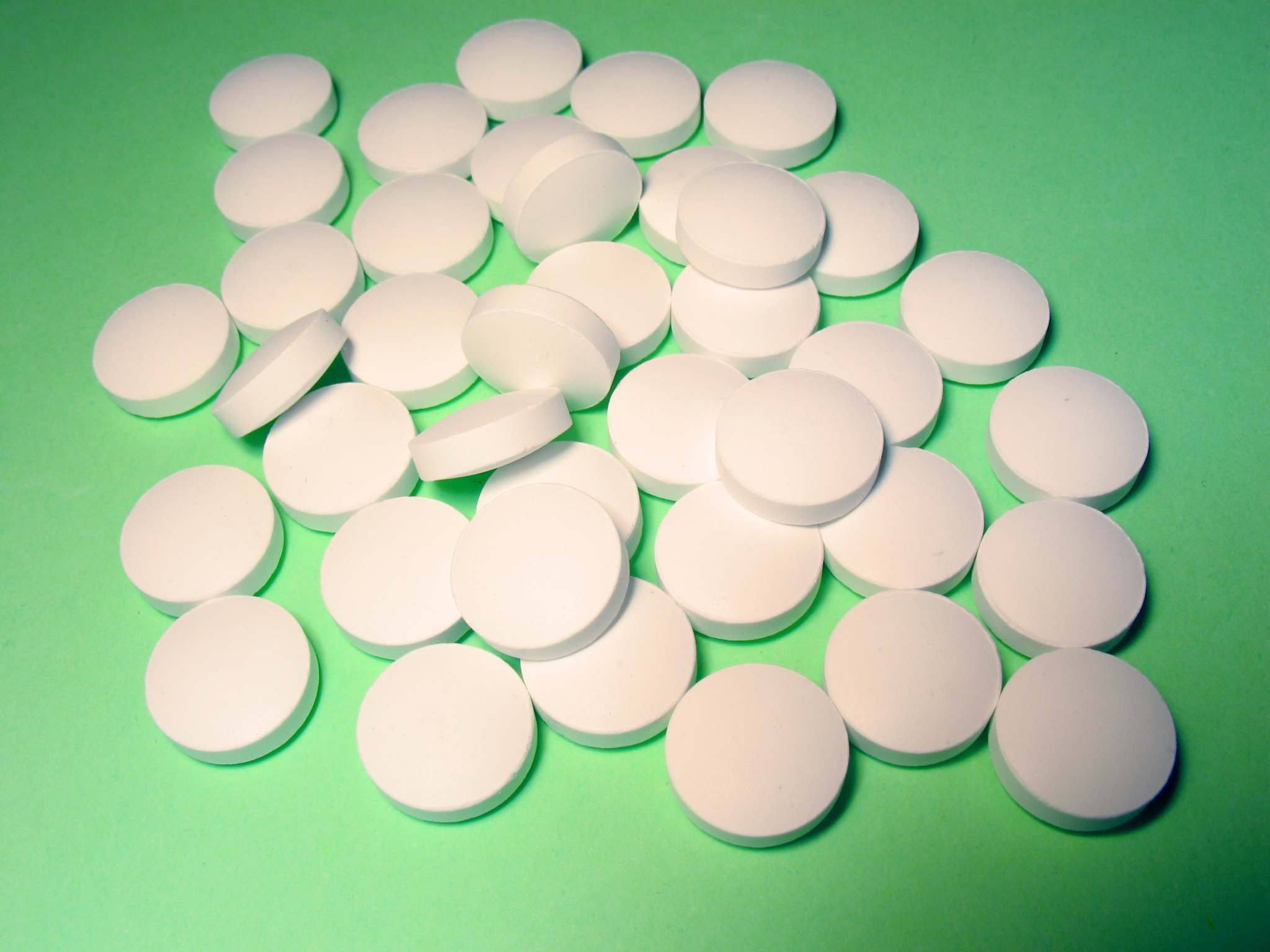

اقتُرح مصطلح الملوثات الصيدلانية البيئية الثابتة لأول مرة لتسمية المستحضرات الدوائية والبيئية في عام 2010 بوصفها مسألة ناشئة في النهج الاستراتيجي للإدارة الدولية للمواد الكيميائية من قبل الجمعية الدولية البيئية للأطباء. تُشرح المشاكل التي تحدث نتيجة انتشار الملوثات الصيدلانية البيئية الثابتة بالتوازي مع الأثر البيئي للأدوية ومنتجات العناية الشخصية. يلخص الاتحاد الأوروبي المخلفات الدوائية مع احتمالية تلوث المياه والتربة بسبب الملوثات الدقيقة الأخرى وفق تصنيف «المواد ذات الأولوية» (الملوثات النكدة).

## خلفية
تتكون المستحضرات الصيدلانية من مجموعة قليلة من المواد الكيميائية المُعدة خصوصًا لأداء وظيفتها على الخلايا الحية، ما يمثل خطرًا خاصًا عند دخولها إلى البيئة وبقائها وانتشارها فيها.
ينخفض تركيز المستحضرات الصيدلانية في الماء للغاية بشكل عام، باستثناء تلك الموجودة في مصبات محطات معالجة مياه الصرف الصحي. ومع ذلك، فإن تأثير التعرض المزمن للمواد الكيميائية الصيدلانية البيئية يضيف خليطًا غير مدروسًا من تأثيرات مواد كيميائية أخرى. قد تمتلك المواد الكيميائية المختلفة تأثيرًا تآزريًا فعالًا (1+1=3)، وتُعد الأجنة حساسة للغاية لهذا التأثير.
عُثر على ملوثات صيدلانية بيئية ثابتة بالفعل في الماء في جميع أنحاء العالم. قد يساهم التعرض المنتشر لها في:
- انقراض الأنواع واختلال التوازن في النظم البيئية المعقولة، إذ تؤثر العديد من الملوثات الصيدلانية البيئية الثابتة على الأنظمة التناسلية لحيوانات مثل الضفادع والأسماك وبلح البحر.
- انتشار الآثار الصحية الجينية، والتنموية، والمناعية، والهرمونية على البشر والأنواع الأخرى، بنفس طريقة تأثير بعض المواد مثل المواد الكيميائية الشبيهة بالإستروجين.

- تطوير الميكروبات المقاومة للمضادات الحيوية، كما حصل في الهند.[3]

### التصنيف البيئي للمستحضرات الصيدلانية
طورت الصناعة في السويد بالتعاون مع الجامعات وقطاعات الرعاية الصحية، طريقةً لتقييم المخاطر البيئية والتصنيف البيئي للمستحضرات الصيدلانية. تشير المخاطر البيئية إلى خطر السمية على البيئة المائية. إذ تعتمد هذه الطريقة على مقدار النسبة بين التركيز البيئي المتوقع للمادة وأعلى تركيز للمادة التي لا تمتلك تأثيرًا ضارًا على البيئة.
تعبّر المخاطر البيئية عن خصائص المادة الكامنة الضارة بالبيئة من ناحية الثبات، والتراكم الحيوي، والسمية. اختبارات السمية المستخدمة هي التأثير السمي الحاد للأسماك، والتأثير السمي الحاد لبرغوث الماء، واختبار تثبيط نمو الطحالب. يجري تصنيف معظم المستحضرات الصيدلانية في السوق السويدية الآن، ما يعطي إمكانية الرعاية الصحية لاتخاذ خيارات أفضل عند وصف الأدوية.

### الخطورة
عادة ما تكون تراكيز المستحضرات الصيدلانية الموجودة في المياه السطحية والمياه الجوفية والمياه المعالجة جزئيًا أقل من 0.1 ميكروغرام/لتر (أو 100 نانوغرام/لتر)، وتكون تراكيزها في المياه المعالجة بشكل عام أقل من 0.05 ميكروغرام/لتر (أو 50 نانوغرام/لتر) (وفق تصنيف الجادة الثامنة ولاية نيويورك، منظمة الصحة العالمية). ومع ذلك، فإن كل المياه الموجودة على الأرض هي جزء من نفس المُجمع المائي الثابت، إذ يزداد خطر ارتفاع تركيز المستحضرات الصيدلانية في مياه الشرب مع استهلاك كميات أكبر من منها.

### الإطلاق في البيئة
تصل المستحضرات الصيدلانية إلى البيئة بشكل رئيسي عبر ثلاثة طرق:
- يطرحها البشر والحيوانات، كما هي أو مُستقلبةً، بشكل رئيسي مع البول، وتنتقل إلى البيئة مباشرةً أو عبر محطات معالجة مياه الصرف الصحي.
- تصل المستحضرات الصيدلانية غير المستخدمة إلى البيئة إما عن طريق مياه الصرف الصحي المنزلية أو عن طريق معالجة القمامة الصلبة الحضرية.
- قد تطلق معامل التصنيع المنتجة للمواد الفعالة المستحضراتِ الصيدلانيةَ في البيئة عن غير قصد.

يمكن الكشف عن المستحضرات الصيدلانية اليوم من خلال طرق قياس مُطورة، بتراكيز ربما كانت موجودة بالفعل منذ عقود ولكن لم يكن من الممكن قياسها. تُطرح العديد من المستحضرات الصيدلانية أو تُغسل (بعد الاستهلاك): أظهرت الدراسات أن معدلات الإطراح تحوي بين 30% و70% من المواد التي تُتناول عن طريق الفم، وحتى معدلات أعلى بالنسبة إلى المراهم أو الجل خارجي الاستخدام.
تتردى بعض المستحضرات الصيدلانية إلى مستويات مختلفة في محطات معالجة مياه الصرف الصحي، ولكن يخرج بعضها الآخر من المصنع بصيغته الكيميائية النشطة. تم الكشف عن بقايا نشطة من المستحضرات الصيدلانية في المياه السطحية، والتي قد تستمر في البيئة لفترات طويلة من الزمن. عُثر على كميات كبيرة من المضادات الحيوية والمستحضرات الصيدلانية الأخرى في مصبات محطات معالجة مياه الصرف الصحي في مستجمعات مياه فرعية، حيث يلعب تصريف مياه الصرف الصحي في المستشفيات دورًا رئيسيًا أو في مستجمعات المياه التي تصب فيها معامل صناعات المستحضرات الصيدلانية. تمتص الصويا الملوثات الصيدلانية البيئية الثابتة من حمأة الصرف الصحي المعالجة المستخدمة باعتبارها سمادًا، وقد عُثر أيضًا على مضادات حيوية في أوراق النباتات.

## مياه الشرب
تختلف طرق دخول المواد الصيدلانية إلى مياه الشرب. تُؤمّن مياه الشرب في الغالب من خلال خزانات مياه الشرب والمياه الجوفية والترشيح الطبيعي عبر ضفاف الأنهار. قد يُكشف عن المواد الصيدلانية غير المُزالة في عملية معالجة مياه الشرب، في حال تصريف المياه العادمة المعالجة في مستجمعات المياه التي تؤمن مياه الشرب. على سبيل المثال، تؤمن هولندا 37% من مياه الشرب الخاصة بها من المياه السطحية، وبشكل رئيسي من الترشيح الطبيعي عبر ضفاف نهري الراين والميز. يُولى بعض الاهتمام في هذه الحالة لمعالجة بقايا المستحضرات الصيدلانية.
اكتُشف وجود ملوثات صيدلانية بيئية ثابتة في بعض مستجمعات مياه الشرب وأنهار ألمانيا، وخاصةً المواد المظللة. علاوة على ذلك، تنتج المخلفات الصيدلانية جزئيًا عن عملية الزراعة. أكد تقييم وكالة البيئة الاتحادية الألمانية للتحقيقات الإقليمية، الذي جرى بين عامي 2009 و2011، وجودَ ما مجموعه 27 مادةً صيدلانية مختلفة بتراكيز تزيد عن 0.1 ميكروغرام لكل لتر في المياه السطحية الألمانية، واكتُشف ما يصل إلى 150 مادةً بالمجمل، إذ رُصدت تراكيز ذات صلة بالتقييم لمسكن الألم الديكلوفيناك إلى جانب تراكيز المواد المظللة. بالنسبة إلى العديد من الملوثات الدقيقة مثل المستحضرات الصيدلانية، لا توجد قيمة عتبة إلزامية تتعلق بتنقية مياه الشرب أو معالجة مياه الصرف الصحي، إذ لا توجد معلومات أو إثبات دقيق حول تأثير هذه المواد.
تمتلك بعض هذه المواد الكيميائية الصيدلانية البيئية تأثيرات سمية جينية خطيرة على البشر. يختلف عمر النصف في الطبيعة اعتمادًا على البيئة (الهواء، والماء، والتربة، والحمأة)، إذ يبلغ أكثر من عام واحد بالنسبة للعديد من المركبات.
قد تختلف تراكيز الملوثات الصيدلانية البيئية الثابتة من 1 نانوغرام إلى 1 ميليغرام لكل لتر. اتضحت آثار الملوثات الصيدلانية البيئية الثابتة الخطيرة على الكائنات الحية المائية، وخاصة على أجهزتها التناسلية، بالإضافة إلى المجتمعات الميكروبية.
سيكون هذا أقل أهمية بكثير إذا كان على السكان أن يبقوا فضلاتهم خارج مياه الصرف الصحي عن طريق استخدام المرحاض الجاف ذي تحويلة البول أو أنظمة معينة تعيد تدوير المياه السوداء المعالجة لاستخدامها مياهَ طردٍ في المراحيض مرارًا وتكرارًا.